# Qui-nai-elt Village
Qui-nai-elt Village – jednostka osadnicza w Stanach Zjednoczonych, w stanie Waszyngton, w hrabstwie Grays Harbor.